# Zárubové z Hustířan
Zárubové z Hustířan byli starý český vladycký rod, který koncem 17. století povýšil do hraběcího stavu.

## Historie
Z Hustířan u Jaroměře pocházeli předkové rodů Rodovských, Bukovských a Zárubů, s nimiž měli společný erb. Tyto tři rodové větve se takto rozdělily v 15. století. Jako první příslušník rodu se objevuje Václav Záruba (1465–1503). Později koupili Třebovětice, Cerekvici, Hněčeves a další menší statky.[zdroj?]
V roce 1586 byl Zárubům potvrzen panský stav. Koncem 16. století bratři Václav, Bohuslav, Zdeněk a Karel rozdělili rod do několika větví.
- Zdeněk zemřel roku 1596 bez potomstva.[zdroj?]
- Karel držel Radim a Cerekvici. mezi roky 1584–1612 byl císařovým kraječem, roku 1590 koupil Tismice, ale ty roku 1596 vyměnil za Seč a Oheb, roku 1611 koupil Stračov, roku 1616 Tatce. Zemřel v roce 1619.[zdroj?]
  - Jeho syn držel roku 1623 statky Seč, Cerekvicí a Radim. Nebyl sice katolík, ale při stavovském povstání proti císaři se příliš neangažoval, proto jej vyšetřovací komise omilostnila. Statky však později sám prodal a pro své vyznání se roku 1628 vystěhoval do Saska. Roku 1631 se do vlasti vrátil a opět odešel se saskou armádou, za což mu byla odňata všechna práva a nedoplatky. Poté se přidal k emigrantské skupině kolem Jindřicha Matyáše Thurna. Podruhé přišel do Čech se švédským vojskem roku 1634 a v Litoměřicích se společně s Václavem Vilémem z Roupova pokoušel zorganizovat emigrantskou správu země. I přes tyto prohřešky jej habsburská správa roku 1642 omilostnila. Zemřel zřejmě téhož roku. Jeho syn Oldřich Pertolt zůstal v cizině a větev jím končí. Ostatní členové rodu Zárubů však zůstali věrni císaři.[zdroj?]
- Jan Záruba z Hustířan byl v roce 1635 zapsán na seznamu exulantů v Drážďanech. Do roku 1636 žil v Drážďanech se synkem, čtyřmi služkami, čeledínem a jedním chlapcem a poté se odstěhoval.[1]
- Václavovi patřil Žumberk, přikoupil Červenou Hůrku, po manželce zdědil pak Nasavrky. Za účast ve stavovském povstání byly Nasavrky synu Ctiborovi roku 1622 zkonfiskovány. V další generaci vymřela i tato linie.[zdroj?]
- Dochovala se listina Františky Magdaleny Zárubové z Hustířan s datem 12. února 1677, v níž daruje městu Vamberku pozemek pro potřeby města. [2]
- Bohuslav vlastnil Třebovětice a jako dědictví obdržel Svojanov. Jeho syn Václav se účastnil stavovského povstání, a byl odsouzen k manství. Bohuslavův vnuk Bedřich Hertvík, svobodný pán, zemřel roku 1691 na Svojanově, toto panství zdědil František Karel Záruba na Kostelci, Vamberku atd. V roce 1695 získal František Karel titul hraběte († 1712). Ten nesl i jeho syn Josef Antonín († 1744), se kterým rod vymřel po meči, v jeho dcerách pak po přeslici Postupem času vlastnili, prodali či měnili rodové statky Kostelec nad Orlicí, Vamberk či Dohalice.[zdroj?]

V 19. století již nejsou další stopy ani o jedné z větví tohoto rodu.[zdroj?]

## Erb
Ve stříbrném štítě nosili černé břevno uprostřed.[zdroj?]

## Příbuzenstvo
Spojili se s Lobkovici, Oppersdorfy, Salmy, Kekuly ze Stradonic či pány z Vrtby.[zdroj?]